# Навідемак
Навідемак (д/н — бл. 40) — цариця (кандаке) Куша в 1—40 роках.

## Життєпис
Можливо донька Акінідада та онука цариці Аманірени. Спадкувала бладу близько 1 року н. е. після Аманішахете. Відома з настінного рельєфу її похоронної піраміди в Мерое, де вона зображена одягненою в царські шати, із стулками та китицями (ці елементи частіше демонструються з царями Куша), з уреєм Осіріса на голові. На північній стіні піраміди Навідемак зображена із довгою спідницею та оголеними грудьми, що є символом її родючості та ознакою, що вона є мати іншого володаря. Проте її ім'я на піраміді не збереглося повністю, тому правильне читання довгий час було суперечливим. Збережене ім'я знайдено на основі золотої статуї, де Навіідемка називається царем і царицею (коре і кандаке). Золота табличка з посиланням на Навідемак входить до колекції Меморіального художнього музею Аллена в Оберліні (штат Огайо. США).
Навідемак вважається той кандаке, про яку йдеться у восьмій главі Діянь Апостолів, коли її скарбника було навернуто до християнства апостолом Філіпом.
Померла близько 40 року. Поховано в піраміді № 6 в Джебель-Баркал. Трон спадкував її син Аманіхабале.